# Печа-куча
Печа-куча (яп. ぺちゃくちゃ, болтовня) — форма проведения вечеринок с представлением докладов и презентаций, специально ограниченных по форме и продолжительности. Неформальные конференции называются PechaKucha Nights.
Выступающий представляет доклад-презентацию из 20 слайдов, каждый слайд демонстрируется 20 секунд, после чего автоматически сменяется на следующий. Таким образом продолжительность доклада ограничена 6 минутами 40 секундами или 6 минутами. Доклады следуют один за другим, количество докладов обычно варьируется от 8 до 12. После каждой презентации делается перерыв на напитки и обмен мнениями в аудитории.

## История
Основатели движения — Астрид Кляйн и Марк Дитам из токийского архитектурного бюро Klein Dytham Architecture (KDA). Первая ночь «Печа-куча» прошла в баре SuperDeluxe в Токио в феврале 2003 года, изначально она задумывалась как одноразовое мероприятие для молодых дизайнеров и архитекторов, но приобрело большую популярность во всём мире: например, 31 марта 2010 года в Токио прошла 71-я «Печа-куча», а на апрель 2015 года таких мероприятий было уже несколько сотен: 123 в Токио, 72 в Провиденсе, 61 в Сиэтле, 58 в Сан-Франциско, 31 в Амстердаме, 26 в Мельбурне и так далее, с охватом в сотни городов (на февраль 2010 года — более 280 городов, на апрель 2015 года — 790). На ночь «Печа-куча» в Лондоне пришли две тысячи человек.
«Печа-куча» зарегистрирована как общественная организация, некоммерческий фонд, также зарегистрирована торговая марка, а сам формат проведения защищён авторскими правами. Для того чтобы провести ночь под этим наименованием в новом городе, нужно заключить некоммерческое соглашение с организацией и получить официальную лицензию на использование формата.
Впервые в России «Печа-куча» состоялась в Петербурге 23 сентября 2009 г. в ЦСИ им.Сергея Курёхина.
Основатели петербургского движения — Михаил Барсегов и Денис Рубин.
В Москве «Печа-куча» появилась в 2009 году. Основатели московского движения — Анна Гилёва и Дмитрий Абрамов.